# Adelange
Adelange település Franciaországban, Moselle megyében. Lakosainak száma 216 fő (2022. január 1.). Adelange Boustroff, Eincheville, Faulquemont és Vahl-lès-Faulquemont községekkel határos.

## Népesség
A település népességének változása:
| Lakosok száma | 153  | 197  | 178  | 227  | 211  | 210  | 209  | 204  | 203  | 216  |
|               | 1968 | 1982 | 1990 | 2006 | 2013 | 2015 | 2017 | 2019 | 2020 | 2022 |